# 山口村 (岩手県)
山口村（やまぐちむら）は、昭和16年（1941年）まで岩手県下閉伊郡にあった村。

## 沿革
- 明治22年（1889年）4月1日 - 町村制施行にともない、東閉伊郡山口村・田代村・近内村の計3か村が合併して新制の山口村が発足。
- 1897年（明治30年）4月1日 - 郡の統合により北閉伊郡・中閉伊郡・東閉伊郡が合併して下閉伊郡が発足[1]。
- 昭和16年（1941年）2月11日 - 宮古町・磯鶏村・千徳村と合併し、宮古市となる。